# الهجرة الإسبانية إلى فنزويلا

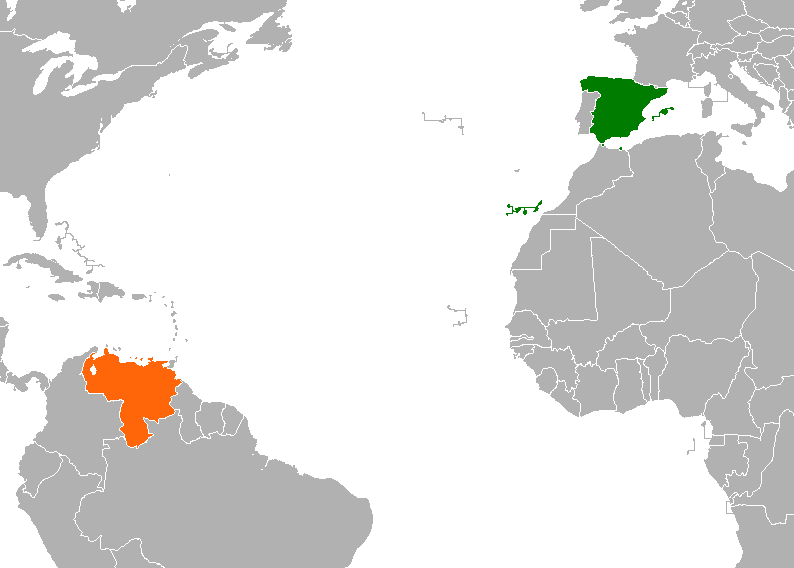
موقع إسبانيا وفنزويلا

بدأت الهجرة الإسبانية إلى فنزويلا (بالإنجليزية: Spanish immigration to Venezuela)‏ حوالي عام 1500، عندما هبط الإسبان لأول مرة على الأراضي الفنزويلية وفتحوا البلاد. ولا تزال الهجرة مستمرة حتى يومنا هذا. وهناك العديد من الفنزويليين ذوي الأصول الإسبانية، خاصةً من جزر الكناري (المعروفة باسم الأيسلينيوس). وبسبب هذا الحدث، يحمل معظم الفنزويليين البيض والمختلطين (ميستيثو فنزويلا، باردو، ميستيثو، ومولاتو) أصول إسبانية.
بدأت الهجرة الإسبانية إلى فنزويلا مع الاستعمار الأسباني للأمريكتين واستمرت خلال فترة الاستعمار في فنزويلا وبعد الاستقلال (1830). حدثت المزيد من الهجرة منذ ذلك الحين، خاصة بعد الحرب العالمية الثانية.

## نظرة تاريخية
منذ بداية الحقبة الاستعمارية وحتى نهاية الحرب العالمية الثانية، كان معظم المهاجرين الأوروبيين في فنزويلا من أصل إسباني، وبشكل أساسي من جزر الكناري. وكان لتأثيرهم الثقافي أثر كبير، حيث تأثر تطور اللغة الإسبانية القشتالية في البلاد، فضلاً عن المأكولات والعادات والتقاليد. وربما يكون لفنزويلا أكبر تجمع لأصول الكناري، ويشيع القول في جزر الكناري أن "فنزويلا هي الجزيرة الثامنة من جزر الكناري". وفي القرن السادس عشر، جند الفاتح الألماني جورج فون شباير في جزر الكناري 200 رجل لاستعمار فنزويلا، وفعل الأمر نفسه دييغو هيرنانديز دي سيربا، حاكم مقاطعة "نيو أندالوسيا"، الذي أرسل 200 جندي و400 عبدًا من جزيرة كناريا الكبرى إلى فنزويلا. حيث كان بعض هؤلاء الكناريين من بين مؤسسي كومانا.
منذ عام 1936، ذهب معظم المهاجرين الكناريين إما إلى كوبا أو إلى فنزويلا (وبعض الذين هاجروا إلى فنزويلا جاءوا من كوبا) نظرًا لتشجيع الهجرة من الحكومة، وخاصةً المواطنين الإسبان. ومنذ عام 1948، ذهب معظمهم إلى فنزويلا. ولم تنته الهجرة الكبيرة إلا في أوائل الثمانينيات مع انخفاض كبير في السبعينيات، وبداية الهجرة الكنارية إلى دول أوروبية أخرى. والآن، تنتشر الجالية الكنارية وأحفادها في جميع أنحاء فنزويلا.

## التركيبة السكانية
بالإضافة إلى ذلك، فقد كان هناك حوالي 200,000 فنزويلي يعيشون في إسبانيا حتى عام 2010. وحتى ديسمبر 2014، كان هناك أكثر من 231,833 مواطن إسباني في فنزويلا. ومعظم الفنزويليين في إسبانيا يحملون الجنسية الإسبانية.

## أنظر أيضاً
- العلاقات بين أسبانيا وفنزويلا